# Hanford (Washington)
Hanford era una comunidad ubicada en el condado de Benton en el estado estadounidense de Washington.

## Geografía
Hanford se encuentra ubicada en las coordenadas 46°35′01″N 119°23′16″O / 46.58361, -119.38778.